# Bolitophila collarti
Bolitophila collarti är en tvåvingeart som först beskrevs av Tollet 1943.  Bolitophila collarti ingår i släktet Bolitophila och familjen smalbensmyggor.
Artens utbredningsområde är Belgien. Inga underarter finns listade i Catalogue of Life.